# Chop Shop (film)
Chop Shop è un film del 2007 diretto e montato da Ramin Bahrani.
Il film è stato presentato nella Quinzaine des Réalisateurs al 60º Festival di Cannes.

## Critica
L'accoglienza critica è stata estremamente positiva. L'aggregatore di recensioni Rotten Tomatoes definisce il film un sincero, fiducioso sguardo neorealista alla gente che vive nei bassifondi di New York («a heartfelt, hopeful neorealist look at the people who live in the gritty underbelly of New York City.») e gli assegna una valutazione complessiva di 96%, sulla base di 50 recensioni positive su 52, per un voto medio di 7.9/10. Su Metacritic il film riceve un giudizio di 83/100, basato su 20 recensioni.
L'autorevole Roger Ebert (Chicago Sun-Times) l'ha inserito nella sua lista dei migliori film del decennio, definendolo l'equivalente moderno dei classici del neorealismo italiano come Sciuscià.

## Riconoscimenti
- Independent Spirit Awards
  - 2008
    - Someone to Watch Award

  - 2009
    - Candidato per il miglior regista
    - Candidato per la miglior fotografia